# Jadis
Jadis, a Fehér Boszorkány (Jadis, the White Witch) egy jelentős gonosz szereplő C. S. Lewis Narnia Krónikái című könyvsorozatának két részében, Az oroszlán, a boszorkány és a ruhásszekrényben és A varázsló unokaöccsében. Feltételezések szerint, amit A varázsló unokaöccse magyar kiadásának függeléke is megerősít, azonos a kronológiailag hatodik, Az ezüsttrón című könyv legfőbb gonosz szereplőjével, a Zöld Palástos Hölggyel.

## A varázsló unokaöccse
A sorozat két fiatal embergyermek, Digory Kirke és Polly Plummer történetét meséli el Narnia világában.
|  | Alább a cselekmény részletei következnek! |

### Charn
Jadis valamikor Charn városának uralkodója volt, és a nővére polgárháborút indított ellene, aminek elején megegyeztek, hogy egyikük sem használ fel mágikus fegyvert. Jadis nővére azonban nem tartotta be a megállapodást, és elpusztította húga összes katonáját. Ekkor Jadis felhasználta a legerősebb varázsfegyvert, a Végzetes Szót, ami saját magán kívül minden élőlényt elpusztított. Ezután szoborléthez hasonló álomba merült.
Amikor Digory Kirke és Polly Plummer megérkeztek Charnba, a császári palota egy termében megtalálták a szoborszerű Jadist ősei körében. Digory egy haranggal felébresztette a boszorkányt, aki kivitte a gyerekeket a városból, és hatalmát demonstrálandó mágiáját használva porrá zúzta Charn kapuját. Ezután erőszakosan elkezdte kivallatni a gyerekeket a varázslóról, aki küldte őket. Ekkor Pollynak és Digorynak sikerült felhúzniuk mágikus gyűrűiket, és a Világok Közötti Rengetegbe kerültek. A császárnő azonban megragadja Polly haját, így ő is átkerült az erdőbe, bár ott nagyon legyengült. Ennek ellenére sikerült követnie a gyerekeket Londonba, Andrew Kletterley-hez.

### London
Londonba megérkezve Jadis ámokfutásba kezdett abban a hitben, hogy képes a világ meghódítására, amikor azonban több, fizikai erőszakkal egybekötött rablás elkövetése után a londoni rendőrség Kletterley háza előtt sarokba szorította, Jadis rádöbbent, hogy hatalmas varázsereje cserbenhagyta a Charnból való kilépéskor. Fizikai ereje ennek ellenére megmaradt, és sorozatban tette ártalmatlanná az elfogására küldött rendőröket. Ekkor azonban Kirke-nek és Plummer-nek sikerült varázsgyűrűikkel visszajuttatni Jadist a Világok Közötti Rengetegbe, onnan pedig véletlen folytán a születő Narniába.

## Az oroszlán, a boszorkány és a ruhásszekrény
A történet négy gyerek történet meséli el, akik felfedezik Narnia földjét.

### Narnia
Miután Edmund kiment a hódok házából, hogy elárulja testvéreit a Fehér Boszorkánynak. Belépve a Boszorkány-kapun, megijed, mert azt hitte élő narniai lények támadnak majd rá; de jobban odanézve azt veszi észre, hogy azok a támadók nem tudnak mozogni, mert kőbe vannak zárva. Tehát ez az udvar a boszorkány kőkertje. De azért félve megy el a kövek között, mert hátha tényleg támadni akarnak. Amikor rálépne a kőlépcsőre, hirtelen egy farkas ugrik rá. "Ki vagy te?" – kérdezi fenyegetőn. "Ed...Edmund vagyok. Ádám fia. Az erdőben találkoztam a királynővel." A Farkasvezér erre elengedi, majd azt mondja kövesse. A trónteremben a boszorkány leteremti, amiért egyedül jött. "Nem egyedül jöttem. Itt vannak a testvéreim is. És Aslan is." A Boszorkány erre elrendeli Maugrimnak, a Farkasvezérnek, hogy vegye üldözőbe a testvéreket, de ha már megérkeztek Aslan táborába, Maugrim küldje el egyik farkasát arra a helyre, ahol ő maga kikocsikázik a szarvasaival. A Farkasvezér vonyítva elrohan, a boszorkány pedig Edmunddal együtt hintóba ül.
Maugrim és egyik farkasa Aslan táboránál figyelik mi történik. Majd rátámadnak Peter húgára, Susanre, de Peter egy rövid párbajban végez a Maugrmmal. Később eljön maga a boszorkány is, és közli Aslannal, hogy egy áruló van a táborban. Aslan erre elküldi szövetségeseit, mert négyszemközt akar beszélni a boszorkánnyal. Mikor megállapodtak, Aslan Beruna felé költözteti a táborát; ő maga pedig és a két lány, Susan és Lucy a kőasztal felé mennek. Aslan megállítja a lányokat, mert egyedül szeretne tovább menni. Megérkezve a kőasztalhoz, ahol a Boszorkány kőkést ragadva végez az Oroszlánnal. Később Aslan a lányok előtt feltámad a kettőbe tört asztalnál.

#### Az első berunai csata
Az I. berunai ütközet Narnia szívében, a Berunai-gázló mellett zajlik le. Tulajdonképpen ez volt Narnia első igazi nagy csatája, ahol eldől, hogy a narniai jó lények vagy az északi gonosz lények fognak-e uralkodni a birodalomban. Peter nagykirály és Edmund király is részt vett a hatalmas harcban. Edmund elvágta a boszorkány kővé változtató varázspálcáját, s ezzel hatalmas segítséget nyújtott a jók seregének. Később csatlakozik Peterék csapatához, ahol a Hatalmas Oroszlán végzett a boszorkány Jadis-szel.
Ellenfelek: Jadis oldalán behemótok, vámpírok, gonosz sárkányok és emberevő óriások, seprűs boszorkányok, mérges gombák népe, thesztrálokhoz* hasonló fekete szárnyas lovak, trollok és ogrék, vérfarkasok, koboldok, bikafejűek, vérszipolyok(rokonai a szintén vérszívó vámpíroknak). Aslan oldalán faunok, beszélő állatok népe, unikornisok, szárnyas lovak, jó útra térő óriások, bikafejűek, kenaturok, erdei és vízi istenségek és tündérek, valamint beszélő fák szellemei.

## A két könyv között történt események
- Az ezüsttrón: A könyvből megismerjük Eustace Scrubb és Jill Pole kalandjait Narnia birodalmában.
  - Az úton: A "Zöld Ruhás Hölgy" és "Néma Lovag" társa találkoznak a három vándorral. akik Rilian herceget keresik. Hölgy elirányítja őket a harfangi óriások városába.
  - A Lennvilágban: Mikor Eustace, Jill és Borongány Lennvilágba érnek, a rögmókok elvezetik a "Néma Lovag" lakosztályába, aki vendégül látja őket. De hamarosan a "lovag" rohamot kap, ezért a rögmókok egy ezüst trónszékhez kötik, ahol a roham kiszabadítja a trónszékből, amit a saját kardjával tesz tönkre. De megjelenik a Zöld Boszorkány, aki megpróbálja maradásra bírni a négy hőst, de a mocsári flanga elpusztítja a boszorkány varázslatát, az ifjú király pedig a boszorkányt, aki dühében kígyóvá változva próbált rátámadni Rilianra. Rilian, Borongány, Eustace és Jill gyorsan elhagyják Lennvilágot, ami szintén kezd elpusztulni, a rögmókok pedig visszatérnek eredeti világukba, Bismbe.

|  | Itt a vége a cselekmény részletezésének! |

## Az adaptációkban

### Filmsorozat
- Narnia Krónikái: Az oroszlán, a boszorkány és a ruhásszekrény
- Narnia Krónikái: Caspian herceg
- Narnia Krónikái: A hajnalvándor útja

## Azonossága a Zöld Palástos Hölggyel
Egyes feltételezések szerint, amiket A varázsló unokaöccse magyar kiadásának függeléke is megerősít, a Fehér Boszorkány és Az ezüsttrón legfőbb gonosz szereplője, a Zöld Palástos Hölgy megegyeznek.
Emellett szól, hogy A varázsló unokaöccsében a boszorkány elfogyasztott több almát a kertben, ahol a fák gyümölcsei halhatatlanná tesznek mindenkit. Olyan sebek és betegségek, amik egy halandót megölnének, Jadisnak csak a lelkét és a testét tudják szétválasztani. Ezután valószínűleg időbe telik, ameddig a boszorkány új alakot tud ölteni.
Bár ez az érv bizonyítéknak tekinthető az azonosságra, C. S. Lewis soha nem erősítette meg az elméletet.